# 9907 Oileus

9907 Oileus

9907 Oileus eller 6541 P-L är en trojansk asteroid i Jupiters lagrangepunkt L4. Den upptäcktes 24 september 1960 av den nederländsk-amerikanske astronomen Tom Gehrels och det nederländska astronomparet Ingrid van Houten-Groeneveld och Cornelis Johannes van Houten vid Palomar-observatoriet. Den är uppkallad efter Oileus i den grekiska mytologin.